# Oecleus campestris
Oecleus campestris är en insektsart som beskrevs av Ball 1902. Oecleus campestris ingår i släktet Oecleus och familjen kilstritar. Inga underarter finns listade i Catalogue of Life.